# Câmpeni, Buzău
Câmpeni (în trecut, Bădeni-Miluiți) este un sat în comuna Amaru din județul Buzău, Muntenia, România.